# NGC 4748
NGC 4748 ist eine Spiralgalaxie mit aktivem Galaxienkern vom Hubble-Typ Sa im Sternbild Rabe südlich des Himmelsäquators. Sie ist schätzungsweise 191 Millionen Lichtjahre von der Milchstraße entfernt und hat einen Durchmesser von etwa 50.000 Lj. Sie bildet mit der Galaxie 2MASX J12521292-1324388 ein wechselwirkendes Paar.
Das Objekt wurde am 27. März 1786 von dem Astronomen Wilhelm Herschel mithilfe seines 18,7 Zoll-Spiegelteleskops entdeckt.